# مصرف‌گرایی

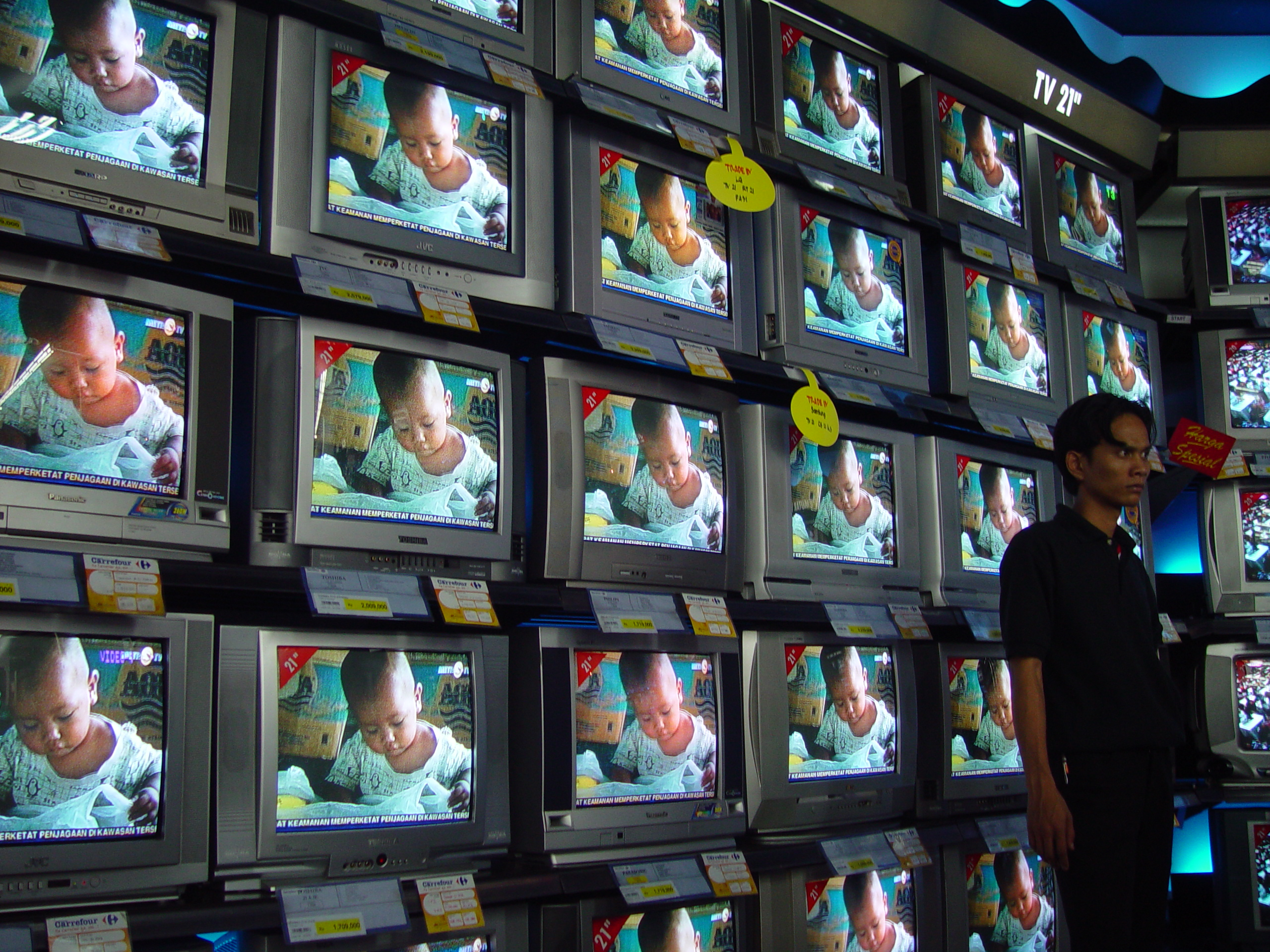
یک فروشگاه‌ لوازم الکترونیکی در یک مرکز خرید در جاکارتا.

اصطلاح مصرف‌گرایی توسط بسیاری از اقتصاددانان و منتقدان استفاده شده و دارای تعاریف متعددی است. این تعاریف ممکن است ارتباطی با یکدیگر نداشته باشند و به‌طور گیج‌کننده‌ای با یکدیگر در تعارض باشند. در چکیده این جستار دو تعریف کلی رایج‌تر از دیگر تعاریف از مصرف‌گرایی آورده شده‌ است:
1. مصرف‌گرایی یک نظم اجتماعی و اقتصادی است که دستیابی به کالاها و خدمات را در مقادیر روزافزون تشویق می‌کند. با انقلاب صنعتی، به ویژه در قرن بیستم، تولید انبوه منجر به تولید بیش از حد شد؛ عرضه کالاها فراتر از تقاضای مصرف‌کننده رشد کرد و بنابراین تولیدکنندگان برای دستکاری هزینه‌های مصرف‌کننده به کهنگی عمدی و تبلیغات روی آوردند.[۲] در سال ۱۸۹۹ میلادی، کتابی با نام نظریه طبقه تن‌آسا دربارهٔ مصرف‌گرایی توسط تورستن وبلن منتشر شد و این کتاب ارزش‌ها و نهادهای اقتصادی گسترده‌ای را که همراه با «اوقات فراغت» گسترده که در آغاز قرن بیستم ظهور کردند را بررسی کرد.[۳] وبلن در آن کتاب «فعالیت‌ها و عادات مخارجی کنترل‌نشده این طبقه تن‌آسا را از منظر مصرف و تولید ضایعات بررسی می‌کند». بنابراین نظریه «تمامی این فعالیت‌ها و عادات مخارجی هردو مربوط به نمایشی برای وضعیت اجتماعی هستند و برای استفاده‌ای عملکردی-کاربردی یا مفیدمند بودنشان استفاده نمی‌شوند.»[۴] (همچنین رجوع کنید به مصرف‌گرایی خودنمایانه)اثر برنارد ماندویل ، افسانه زنبورها، که مصرف‌گرایی خودنمایانه را توجیه می‌کند

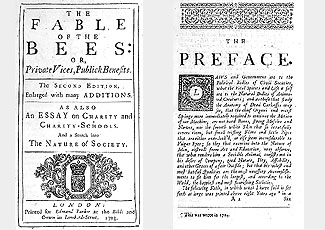
اثر برنارد ماندویل ، افسانه زنبورها، که مصرف‌گرایی خودنمایانه را توجیه می‌کند

2. در علوم اقتصادی، مصرف‌گرایی ممکن است به سیاست‌های اقتصادی اشاره داشته باشد که بر مصرف تأکید دارند. در معنایی انتزاعی، مصرف گرایی این است که انتخاب آزادانه مصرف‌کنندگان باید به شدت بر انتخاب تولیدکنندگان از آنچه و چگونگی آنچیزی تولید می‌شود را جهت بدهد و بنابراین مصرف‌گرایی سازمان‌دهی اقتصادی یک جامعه را جهت می‌دهد.[۵] مصرف‌گرایی به‌طور گسترده توسط افرادی که راه‌های دیگری را برای مشارکت در اقتصاد انتخاب می‌کنند (یعنی انتخاب ساده‌زیستی یا جنبش آهسته) و کارشناسانی که اثرات سرمایه‌داری مدرن را بر جهان ارزیابی می‌کنند، مورد انتقاد قرار گرفته‌است. کارشناسان اغلب ادعا می‌کنند که مصرف‌گرایی دارای محدودیت‌های فیزیکی است.[۶] به گفته منتقدان مصرف گرایی موجب الزام و ضرورت رشد اقتصادی می‌شود و مصرف بی‌رویه را ترویج می‌کند. هردو این مورد تأثیرات و پیامدهای کلانی بر محیط‌زیست دارند از جمله اثرات مستقیمی همانند بهره‌برداری بی‌رویه از منابع طبیعی با مقادیر زیادی زباله از کالاهای یکبار مصرف، و اثرات بزرگ و کلان‌تری همانند دگرگونی اقلیمی از انتقادات وارد شده به مصرف‌گرایی است. به همین ترتیب، برخی از پژوهش‌ها و نقدها بر تأثیرات جامعه‌شناختی مصرف‌گرایی، مانند تقویت موانع طبقاتی و ایجاد نابرابری‌ها نیز تمرکز کرده‌اند. از لحاظ تاریخی و در جهان غرب جامعه مصرف‌کننده در اواخر قرن هفدهم ظهور کرد و در سراسر قرن هجدهم شدت گرفت.[۷] منتقدان استدلال می‌کنند که استعمار در واقع به ایجاد مصرف‌گرایی کمک کرد، اما آنها بر عرضه به جای تقاضا به عنوان عامل محرک آن تأکید کرده‌اند.[۸]اثر جوزایا وج‌وود ظرف سفالی اشرافی. مصرف‌گرایی در سده هجدهم

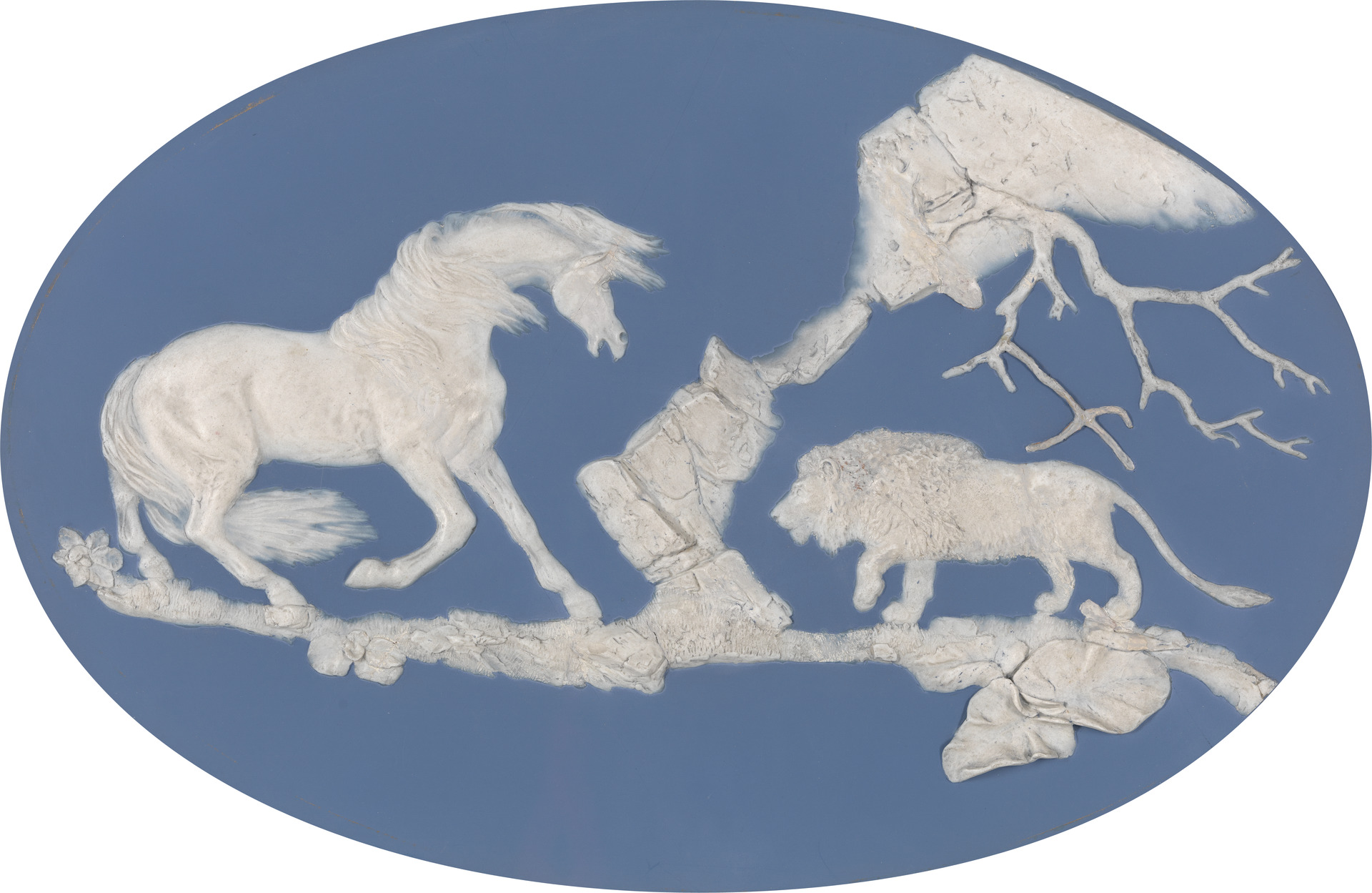
اثر جوزایا وج‌وود ظرف سفالی اشرافی. مصرف‌گرایی در سده هجدهم